# Табукашвілі Лук'ян Мілантьєвич
Лук'ян (Лукіян) Табукашвілі (1890—1921) — черговий залізничної станції Коростень, активіст РСДРП, організатор більшовицьких виступів в УНР та Українській Державі, командир більшовицького бронепотяга.

## Історичні відомості та діяльність
Був начальником 1-ї бронеколони Української радянської червоної армії, командував бронепотягом «Комуніст Коростенського району» (1919). Брав участь у придушенні повстань проти радянської окупації.
1920 року виїхав на лікування до Грузії, де був убитий учасниками грузинського національно-визвольного руху як зрадник та колаборант.

## Нагороди
За бої 11-12 червня 1919 року в районі Проскурова проти Армії УНР нагороджений орденом Червоного Прапора (наказ РВСР № 246).

## Пам'ять
У місті Коростені до 2016 року існувала вулиця, названа на його честь. 
25 червня 2022 року в рамках декомунізації було демонтоване погруддя.